# Test de Bartlett
Pour les articles homonymes, voir Bartlett.
En statistique, le test de Bartlett du nom du statisticien anglais Maurice Stevenson Bartlett (18 juin 1910 – 8 janvier 2002) est utilisé en statistique pour évaluer si k échantillons indépendants sont issus de populations de même variance (condition dite d'homoscédasticité). C'est un test paramétrique.
Tout comme le test de Fisher, le test d'égalité des variances de Bartlett s'effondre totalement dès que l'on s'écarte, même légèrement, de la distribution gaussienne,. Cependant, le test de Levene et le test de Brown-Forsythe sont plus robustes, c'est-à-dire moins sensibles aux écarts par rapport à l'hypothèse de normalité, et sont des alternatives crédibles au test de Bartlett et au test de Fisher.

## Formalisation
Le test de Bartlett est utilisé pour évaluer l'hypothèse nulle, H0, d'après laquelle les variances de k échantillons tirés sont identiques, contre l'hypothèse alternative, H1, qu'au moins deux d'entre elles sont différentes.
Soit k échantillons de taille {\displaystyle n_{i}} et de variances empiriques {\displaystyle S_{i}^{2}}, alors la statistique de test est telle que : 
{\displaystyle X^{2}={\frac {(N-k)\ln(S_{p}^{2})-\sum _{i=1}^{k}(n_{i}-1)\ln(S_{i}^{2})}{1+{\frac {1}{3(k-1)}}\left(\sum _{i=1}^{k}({\frac {1}{n_{i}-1}})-{\frac {1}{N-k}}\right)}}}
où {\displaystyle N=\sum _{i=1}^{k}n_{i}} et {\displaystyle S_{p}^{2}={\frac {1}{N-k}}\sum _{i}(n_{i}-1)S_{i}^{2}} est l'estimation globale de la variance.
Sous l'hypothèse nulle, le test statistique suit approximativement une loi du {\displaystyle \chi _{k-1}^{2}}. Le critère du test est tel que l'hypothèse nulle est rejetée si {\displaystyle X^{2}>\chi _{k-1,\alpha }^{2}},
où {\displaystyle \chi _{k-1,\alpha }^{2}} est la valeur critique limite supérieure de la distribution {\displaystyle \chi _{k-1}^{2}}.